# 峨眉当归
峨眉当归（学名：Angelica omeiensis）为伞形科当归属下的一个种。

## 扩展阅读
- 維基物種上的相關：峨眉当归